# Rundskuedagen i Saxkjøbing
|  | Denne artikel er oprettet af botten Steenthbot ud fra en ekstern database. Den kan derfor have sproglige fejl eller mangler. Denne skabelon kan fjernes efter kontrol af indholdet. |

Rundskuedagen i Saxkjøbing er en dansk dokumentarisk optagelse fra 1918.

## Handling
Optagelser fra rundskuedagen i Saxkøbing d. 22. juni 1918. Som indledning til festen er der fanetog gennem byen. I løbet af dagen er der forskellige underholdingsindslag bl.a. koncert på torvet og lurblæsning fra rådhusets balkon. Afslutningsvis er der blomsteroptog gennem byen.